# 小溝腳猿金花蟲
小溝腳猿金花蟲（学名：Cleorina janthina）为金花蟲科小溝腳猿金花蟲屬下的一个种。